# Traversa limite di stazionamento

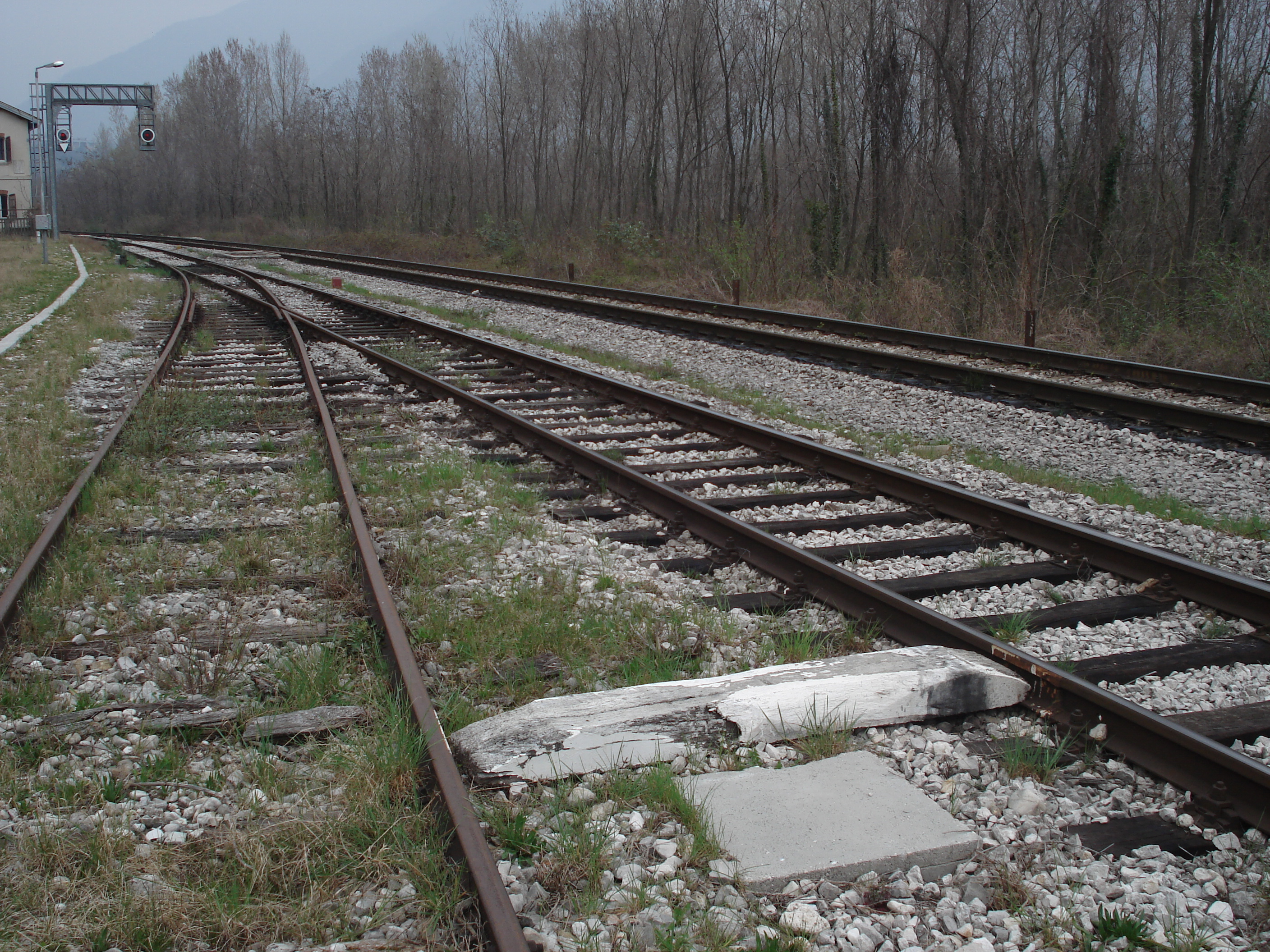
Traversa limite di stazionamento in prossimità di un deviatoio, Stazione di Alano-Fener-Valdobbiadene (linea Treviso-Calalzo). 18 marzo 2007.

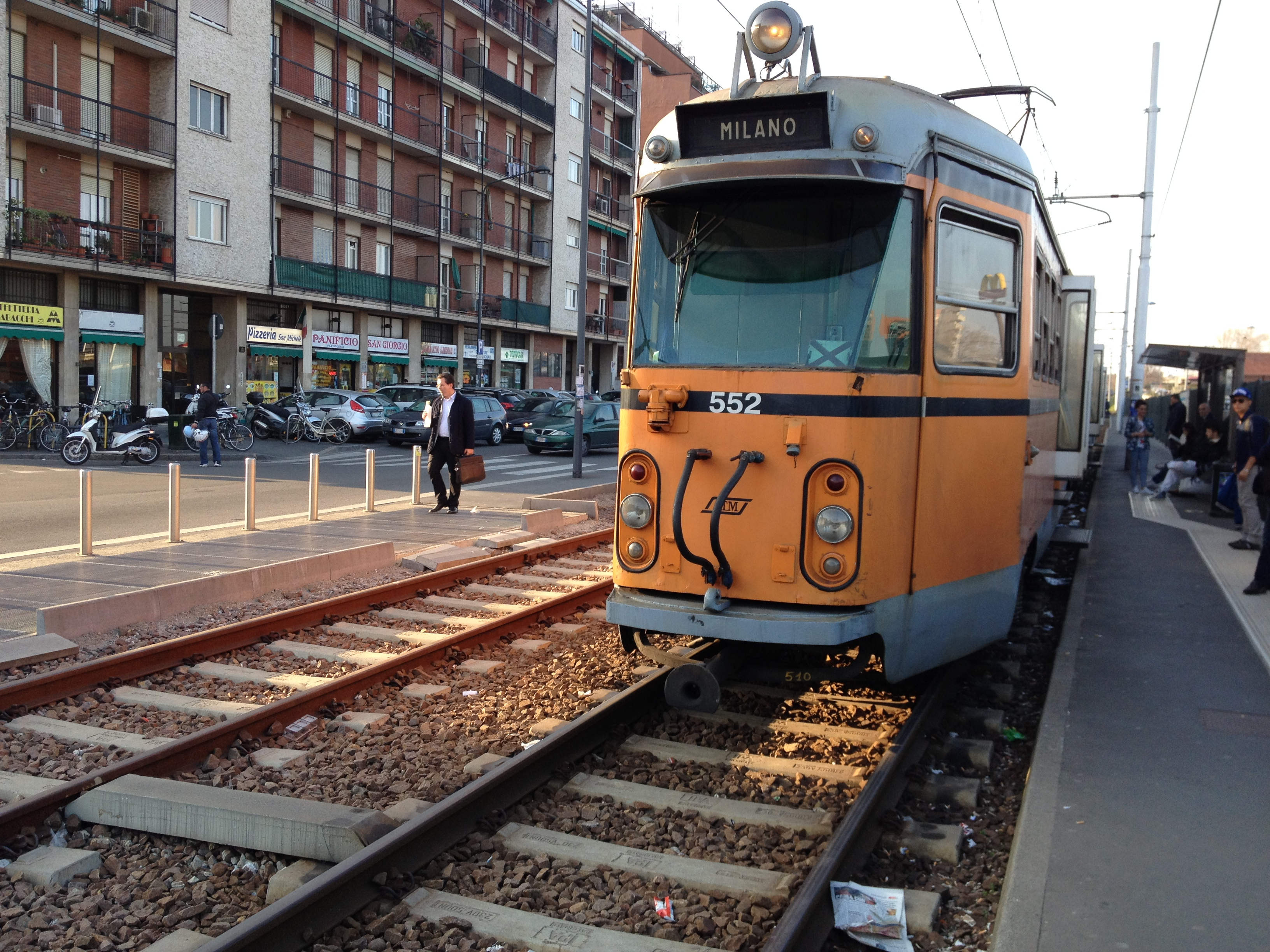
Traversa limite di stazionamento in prossimità di un deviatoio tranviario, al capolinea della Tranvia Milano-Limbiate.

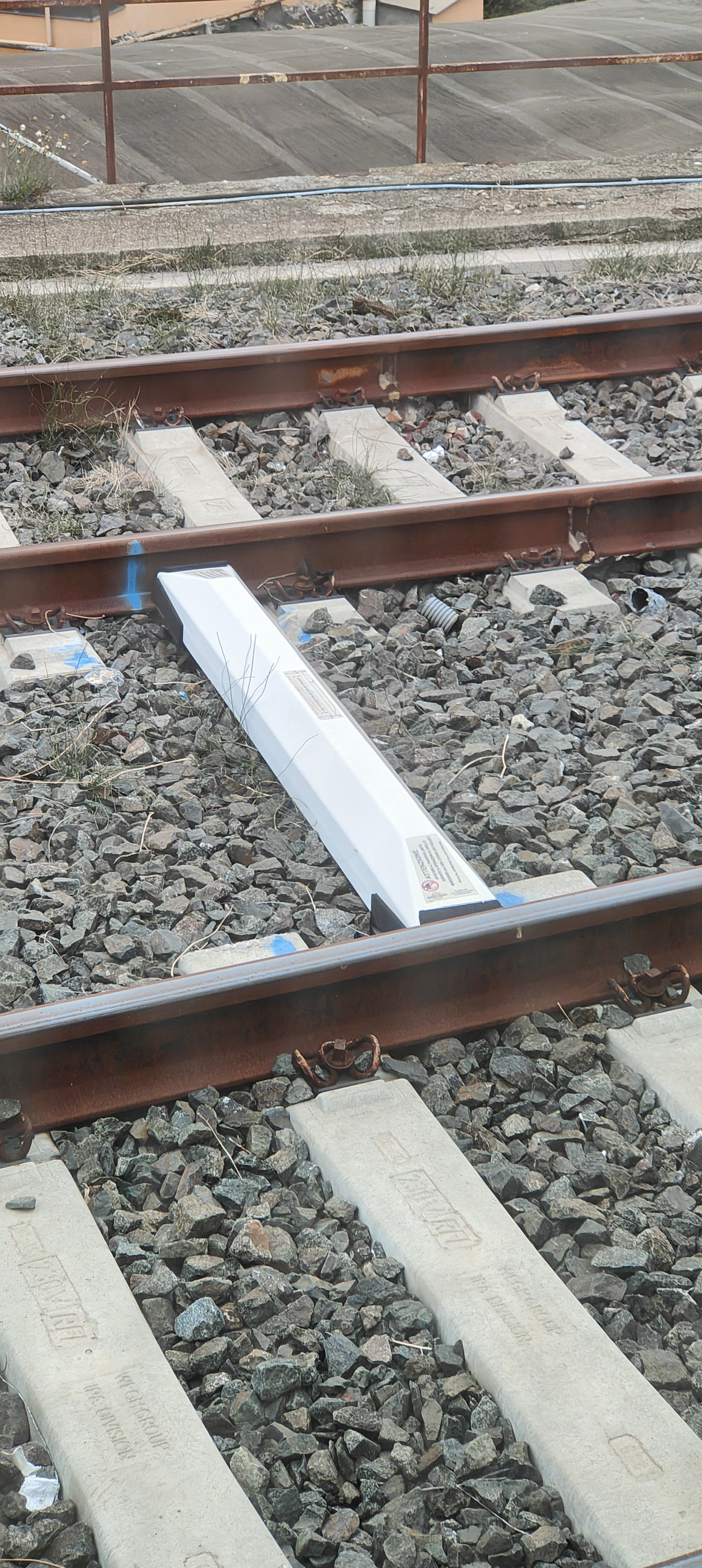
Il nuovo tipo di traversa limite in uso sull'infrastruttura ferroviaria nazionale di RFI

Nella tecnica delle ferrovie si definisce traversa limite di stazionamento il segnale, che indica il punto fino al quale la distanza (o intervia) fra i due rami di uno scambio è tale da consentire la presenza contemporanea senza urti di due veicoli ferroviari.

## Descrizione
Il segnale è costituito da una traversa verniciata di bianco, collocata nell'interbinario e appoggiata alle facce esterne delle rotaie.
La traversa limite, che sulla rete delle ferrovie italiane segnala un'intervia di almeno 2,12 m, è uno dei riferimenti fondamentali durante le operazioni di manovra: il suo superamento da parte di un qualsivoglia veicolo infatti va ad invadere la sagoma del binario attiguo.
Il valore limite di 2,12 m si ricava come segue; la larghezza L della sagoma libera europea (Gabarit C) è di 3200 mm, il franco minimo f previsto tra le due sagome è di 355 mm; considerando che lo scartamento s vale 1435 mm si ottiene il valore minimo dell'intervia i:
{\displaystyle i=L+f-s=3200\ mm+355\ mm-1435\ mm=2120\ mm}